# Zbogum na dvaesettiot vek!
Zbogum na dvaesettiot vek! (en macedonio, Збогум на дваесеттиот век!) es una película de comedia, fantasía y aventura macedonia de 1998 dirigida por Darko Mitrevski y Aleksandar Popovski.

## Argumento
Zbogum na dvaesettiot vek! consta de tres historias de extrema violencia y desesperación emocional. El primero tiene lugar en el año 2019, donde el mundo se ha convertido en un entorno de ruinas y ruinas apocalípticas. Un hombre llamado Kuzman es condenado a muerte por una tribu nómada, pero sus intentos de disparar fatalmente al condenado son un fracaso. Destinado a vivir para siempre, Kuzman vaga por el páramo hasta que se encuentra con una figura enigmática que le ofrece información sobre cómo puede escapar de la vida eterna.
La segunda historia es un segmento de tres minutos que tiene lugar en 1900. Presentada como un registro de la primera ceremonia de boda jamás capturada en una película, la escena se convierte en violencia cuando se descubre que los recién casados son en realidad hermano y hermana.
La tercera historia tiene lugar en la víspera de Año Nuevo de 1999. Un hombre vestido como Santa Claus regresa a su edificio de apartamentos, donde se está celebrando un velatorio. El luto solemne degenera en violencia mientras los sonidos de la interpretación punk rock de Sid Vicious de "My Way" inundan el acto.

## Lanzamiento
Zbogum na dvaesettiot vek! fue la presentación de Macedonia a los 71.ª edición de los Premios Óscar al Premio Óscar a la Mejor Película en Lengua Extranjera, pero no estuvo entre los cinco finalistas para lograr una nominación.
La película tuvo su estreno en Estados Unidos en el Festival de Cine Cinequest de 1999 en San José, California. El mismo año, se presentó en el primer Festival de Cine B-Movie anual en Syracuse, Nueva York, donde ganó premios por Mejor Edición y Mejor Diseño de Escenografía.
Zbogum na dvaesettiot vek! tuvo un breve estreno en cines más tarde en 1999, donde recibió críticas mixtas. Dennis Harvey, que escribe para Variety, afirmó que "el ritmo de la película es desigual, el tono y la intención a menudo no están claros, pero Zbogum na dvaesettiot vek! Visualmente elegante, es memorable solo por su idiosincrasia". Robert Firsching, reseñando la película para Amazing World of Cult Movies, elogió la película como "un aullido impresionista de rabia y desesperación de un país que ha vivido al borde de la guerra durante años, una pesadilla sin principio ni fin. Uno obtiene el sensación de que ha vuelto un poco locos a todos los involucrados, y ahí es donde Zbogum na dvaesettiot vek! tiene más éxito: sin mostrar un solo atisbo de la lucha real en los Balcanes, retrata el horror y la locura del conflicto de una manera que una mera película de guerra sería difícil de lograr".
Sin embargo, Maryann Johanson, que escribe para The Flick Filosopher, dijo que la película "parece que fue hecha por un par de niños precoces de 13 años obsesionados con el incesto, las balas y las salpicaduras de sangre. Esto es estrictamente para aquellos a quienes les gusta la ciencia ficción". con mucho estilo pero muy poca sustancia". Y James Berardinelli, escribiendo para Reel Views, se quejó de que "Popovski y Mitrevski parecen disfrutar haciendo su película lo más extravagante posible y, si bien el resultado puede brindarles satisfacción, es probable que tenga el efecto contrario en aquellos". que se encuentran en un cine viendo el producto final".
Zbogum na dvaesettiot vek! se estrenó en los Estados Unidos en video VHS, pero hasta la fecha no se ha lanzado en DVD.